# Rafting

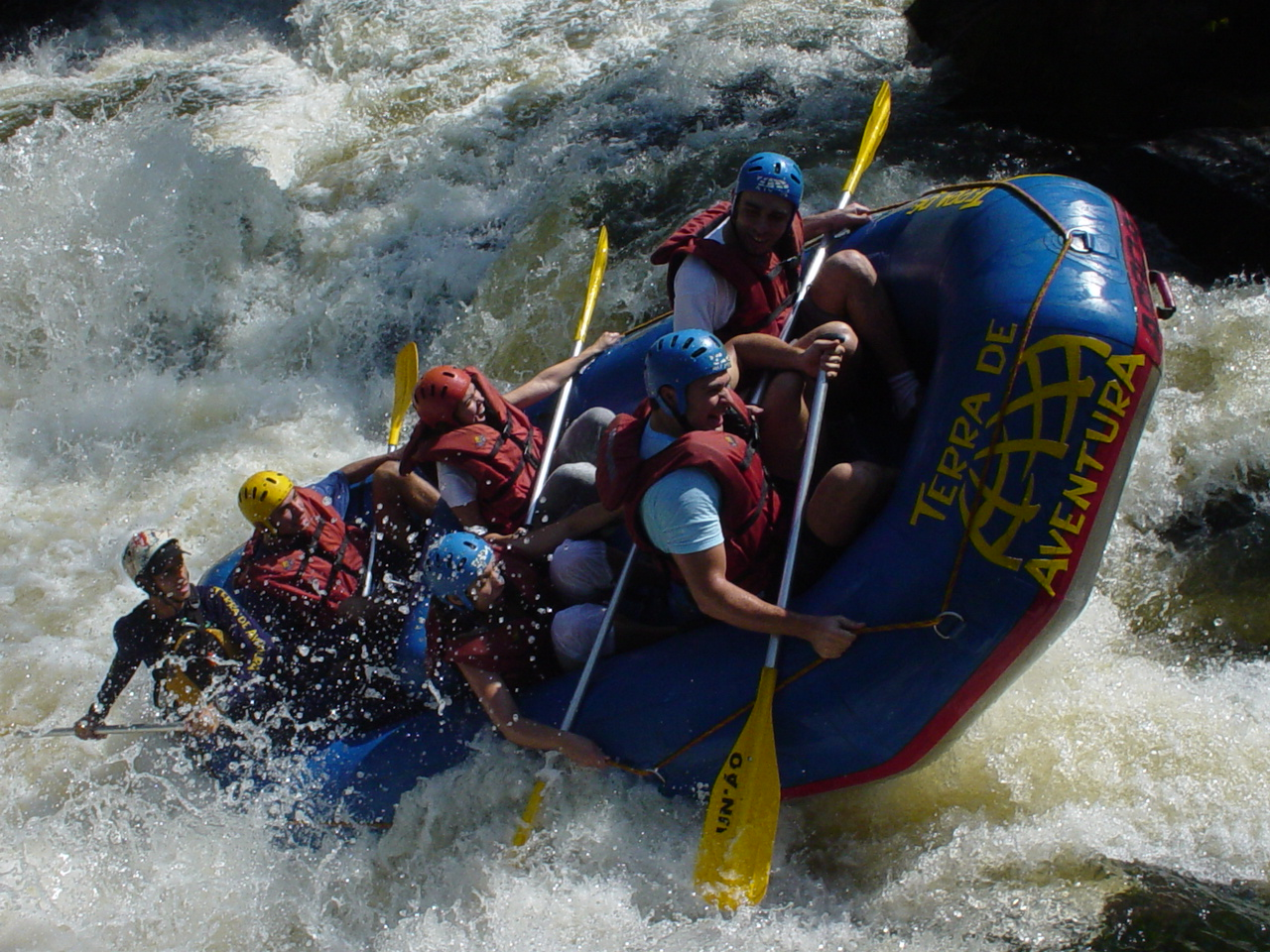
Una discesa di raftaggio

Il rafting (in italiano raftaggio) è una discesa fluviale su un particolare gommone inaffondabile e autosvuotante chiamato raft.

## Descrizione
È praticabile a tutti i livelli, sia sulle rapide più impetuose che su percorsi tranquilli, paragonandolo allo sci si può fare dal Freeride al fondo. I pericoli fisici sono legati al possibile ribaltamento del gommone con rischio di annegamento, all'impatto violento contro rocce e all'ipotermia: tutti questi fattori sono ampiamente, ma non del tutto, mitigati da misure di sicurezza come il giubbotto di salvataggio, il casco e la muta.
I gradi di difficoltà nella navigabilità dei fiumi su cui si scende con il raft sono ordinati secondo la scala WW, ufficialmente riconosciuta dalla International Canoe Federation (ICF), organismo che riunisce le federazioni nazionali di canoa e kayak.
Uno dei componenti fondamentali è la guida, la quale possiede un particolare brevetto e governa l'equipaggio tra le rapide grazie alle pagaie, mentre per la sicurezza di tutto l'equipaggio sono previsti:
- muta in neoprene
- aiuto al galleggiamento
- Casco

## Disciplina sportiva

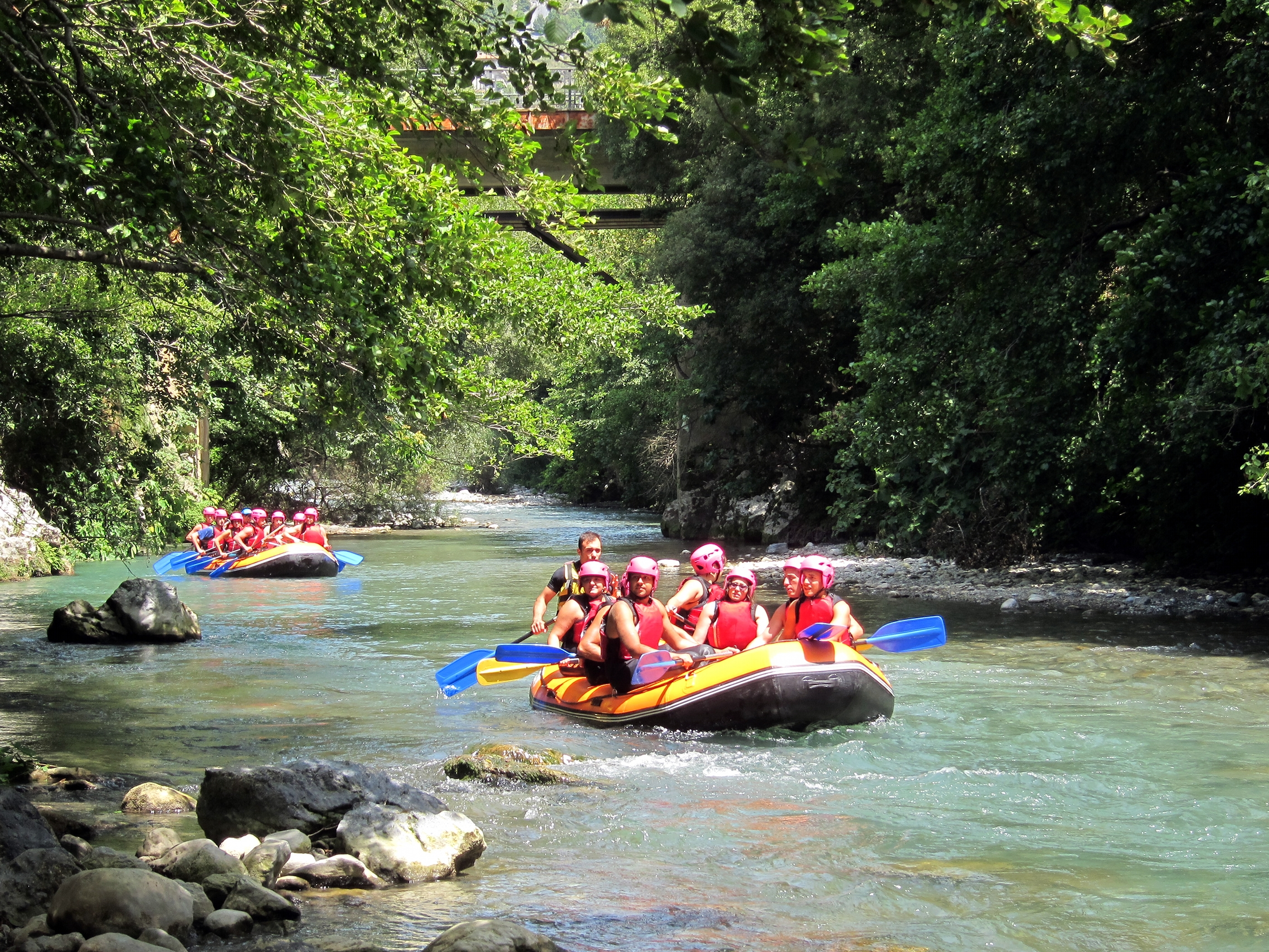
Rafting sul fiume Lao in Calabria

Il rafting è anche una disciplina sportiva a tutti gli effetti e la Federazione Italiana Rafting (F.I.Raft), riconosciuta dal CONI, organizza annualmente il campionato italiano nel quale gareggiano numerosi club nelle varie discipline (fondo, velocità, testa a testa e slalom).
Il 25 giugno 2010 il rafting è stato ufficialmente riconosciuto dal CONI come disciplina sportiva associata alla Federazione Italiana Canoa Kayak (F.I.C.K.).
La World Rafting Federation organizza i campionati mondiali e numerosi altri eventi internazionali. Nel 2010 i campionati europei di rafting R6 si sono tenuti dal 2 al 6 giugno in Val di Sole nell'alto corso del torrente Noce, nel Trentino, nel 2021 i campionati del mondo, dopo lo stop per la pandemia, sono ripartiti con l'edizione organizzata in Francia a L'Argentière-la-Bessée.
Le competizioni, sia a livello nazionale che a livello internazionale, sono suddivise in 4 specialità:
- SPRINT: gara a distanza breve a cronometro.
- RX: gare a eliminazione diretta, due gommoni si sfidano in contemporanea, solitamente sullo stesso tratto dello sprint.
- SLALOM: è la gara più tecnica, in un percorso di circa 400 m. Vengono posizionati 14 gate (porte), di questi almeno 4 devono essere imboccati contro corrente. Sono calcolate delle penalità nel caso in cui le porte vengano toccate o saltate.
- DOWNRIVER: gara sviluppata su un percorso di durata tra i 40 e i 90 minuti.
- Il posizionamento ottenuto in ogni gara viene sommato e produce la classifica all'OVER ALL.

Il periodo migliore per fare rafting è intorno a marzo.
Dal 2014 a Vigevano (PV) presso la società sportiva Acqua Canoa & Rafting sul fiume Ticino si svolge il Campionato Studentesco Regionale riservato agli studenti delle scuole secondarie di I grado, a dimostrazione che questo sport può essere praticato a qualsiasi età in piena sicurezza. Di anno in anno poi il numero di gare ed eventi nazionali è cresciuto e la disciplina si è aperta anche al pararafting, specialità con cui l'Italia già da diversi anni partecipa anche ai campionati mondiali.
Ogni anno viene organizzato un campionato italiano aperto a tutte le categorie.